# Provincia de Independencia
Independencia es una de las 32 provincias de la República Dominicana y se encuentra en el oeste del país, haciendo frontera con Haití. Su municipio cabecera es Jimaní.
Fue creada el 29 de diciembre de 1948 pero con vigencia a partir del 1 de enero de 1950 bajo la denominación Provincia de Jimaní. Antes de su creación, su territorio formaba parte de la provincia de Neiba.

## Geografía
Geocódigo ISO de la provincia: 3166-2:DO-10.
Superficie: 2006.44 kilómetros cuadrados.
Límites: Esta provincia fronteriza liderada por la Ciudad de Jimaní limita por el Norte con las provincias Elías Piña y Bahoruco, por el Este con la provincia Barahona, por el Sur con la provincia Pedernales y por el Oeste con la República de Haití.
Región: Forma parte de la Región VII - Enriquillo.
Montañas: En la porción sur de la provincia se encuentra la Sierra de Bahoruco mientras que en el norte está la Sierra de Neiba.
Es la tierra de Las Caritas y de Boca de Cachón, farallón que conserva cientos de petroglifos realizados por los taínos.

## Clima
El clima de la provincia Independencia varía de estepario a clima desértico, predominando el estepario, también conocido como semidesértico. Las precipitaciones son escasas y las temperaturas son muy altas, oscilando normalmente entre los 35 y 38 grados Celsius durante el día, sobre todo en los meses de verano.
| Parámetros climáticos promedio de Duvergé, Independencia, R. D. (1971-2000)                                                                       | Parámetros climáticos promedio de Duvergé, Independencia, R. D. (1971-2000) | Parámetros climáticos promedio de Duvergé, Independencia, R. D. (1971-2000) | Parámetros climáticos promedio de Duvergé, Independencia, R. D. (1971-2000) | Parámetros climáticos promedio de Duvergé, Independencia, R. D. (1971-2000) | Parámetros climáticos promedio de Duvergé, Independencia, R. D. (1971-2000) | Parámetros climáticos promedio de Duvergé, Independencia, R. D. (1971-2000) | Parámetros climáticos promedio de Duvergé, Independencia, R. D. (1971-2000) | Parámetros climáticos promedio de Duvergé, Independencia, R. D. (1971-2000) | Parámetros climáticos promedio de Duvergé, Independencia, R. D. (1971-2000) | Parámetros climáticos promedio de Duvergé, Independencia, R. D. (1971-2000) | Parámetros climáticos promedio de Duvergé, Independencia, R. D. (1971-2000) | Parámetros climáticos promedio de Duvergé, Independencia, R. D. (1971-2000) | Parámetros climáticos promedio de Duvergé, Independencia, R. D. (1971-2000) |
| Mes | Ene.                                                                        | Feb.                                                                        | Mar.                                                                        | Abr.                                                                        | May.                                                                        | Jun.                                                                        | Jul.                                                                        | Ago.                                                                        | Sep.                                                                        | Oct.                                                                        | Nov.                                                                        | Dic.                                                                        | Anual                                                                       |
| --- | --------------------------------------------------------------------------- | --------------------------------------------------------------------------- | --------------------------------------------------------------------------- | --------------------------------------------------------------------------- | --------------------------------------------------------------------------- | --------------------------------------------------------------------------- | --------------------------------------------------------------------------- | --------------------------------------------------------------------------- | --------------------------------------------------------------------------- | --------------------------------------------------------------------------- | --------------------------------------------------------------------------- | --------------------------------------------------------------------------- | --------------------------------------------------------------------------- |
| Temp. máx. abs. (°C) | 38.0                                                                        | 38.9                                                                        | 40.0                                                                        | 40.4                                                                        | 40.2                                                                        |                                                                             | 41.2                                                                        | 42.8                                                                        | 41.4                                                                        | 41.6                                                                        | 41.0                                                                        |                                                                             | 42.8                                                                        |
| Temp. máx. media (°C) | 32.1                                                                        | 32.9                                                                        | 34.0                                                                        | 34.9                                                                        | 34.7                                                                        | 36.0                                                                        | 35.9                                                                        | 36.0                                                                        | 35.8                                                                        | 34.8                                                                        | 33.6                                                                        | 32.3                                                                        | 34.4                                                                        |
| Temp. media (°C) | 26.6                                                                        | 27.1                                                                        | 27.9                                                                        | 28.8                                                                        | 28.9                                                                        | 29.8                                                                        | 29.9                                                                        | 30.0                                                                        | 29.8                                                                        | 29.1                                                                        | 28.0                                                                        | 26.8                                                                        | 28.6                                                                        |
| Temp. mín. media (°C) | 21.0                                                                        | 21.2                                                                        | 21.8                                                                        | 22.7                                                                        | 23.1                                                                        | 23.6                                                                        | 23.9                                                                        | 23.9                                                                        | 23.8                                                                        | 23.3                                                                        | 22.3                                                                        | 21.3                                                                        | 22.7                                                                        |
| Temp. mín. abs. (°C) | 10.2                                                                        |                                                                             | 10.0                                                                        |                                                                             |                                                                             |                                                                             |                                                                             |                                                                             |                                                                             |                                                                             |                                                                             |                                                                             | 10.0                                                                        |
| Lluvias (mm) | 10.6                                                                        | 18.2                                                                        | 27.4                                                                        | 32.5                                                                        | 87.1                                                                        | 54.7                                                                        | 23.2                                                                        | 70.1                                                                        | 73.9                                                                        | 65.1                                                                        | 36.4                                                                        | 20.2                                                                        | 519.4                                                                       |
| Fuente n.º 1: National Bureau of Meteorology (ONAMET) - January - February - March - April - May - July - August - September - October - November |                                                                             |                                                                             |                                                                             |                                                                             |                                                                             |                                                                             |                                                                             |                                                                             |                                                                             |                                                                             |                                                                             |                                                                             |                                                                             |
| Fuente n.º 2: freemeteo.com — acqweather.com |                                                                             |                                                                             |                                                                             |                                                                             |                                                                             |                                                                             |                                                                             |                                                                             |                                                                             |                                                                             |                                                                             |                                                                             |                                                                             |

## Toponimia
Su nombre hace honor a la gesta histórica de la Independencia Nacional de la República Dominicana, hecho acontecido el 27 de febrero de 1844.

## Historia
La provincia Independencia fue fundada en los terrenos que en épocas anteriores pertenecieron al Cacicazgo de Jaragua gobernado por el cacique Bohechio. Su capital cabecera (Jimaní) era una sección de Neiba, siendo separada en el año común de Neiba y Duvergé, y constituyó con ella la común de la Descubierta. El 18 de marzo de 1943, por medio de la ley núm. 229, Jimaní fue convertida en distrito municipal de la común de la Descubierta, hasta quedar convertida en común cabecera de la provincia Independencia, el 1 de enero de 1950. La ley que creó esta provincia, del 29 de diciembre de 1948, le asignó el nombre de Provincia Jimaní, nombre que fue cambiado el 28 de enero de 1949 a Provincia Nueva Era, que luego fue cambiado al actual de Independencia el 13 de mayo de 1949.

## División administrativa
La provincia Independencia se encuentra dividida en seis municipios y seis distritos municipales (D.M.). Estos son:
- Jimaní, capital y ciudad más importante de la Provincia Independencia
  - Boca de Cachón (D.M.)
  - Tierra Nueva, (sección)
  - El Limón (D.M.)
  - Arroyo Blanco, (sección)
  - Las Peña, (sección)
- Cristóbal
  - Batey 8 (D.M.)
  - Batey 7, (paraje)
  - Batey 9, (paraje)
- Duvergé Municipio 
  -  Vengan a Ver (D.M.)
  - Las Baitoa, (sección )
- La Descubierta
  - Ángel Féliz (paraje)
  - Los Pinos (sección)
  - Bartolomé (sección)
  - Sabana Real (paraje)
- Mella
  - La Colonia (D.M.)
  - Japón, (paraje)
  - Angostura (D.M.)
    - Los Pasos (paraje)
- Postrer Río
  - Guayabal (D.M.)
  - Ángel Felix, (sección)

## Autoridades
SENADOR
Dagoberto Rodríguez Adames, PRM 
DIPUTADOS
1.º. Lic. Yanelis Matos Cuevas, PRM
2.- Ing. Gaddis Enrique Corporan, PLD 

GOBERNADOR
Lic. Mercedes Novas  
FUNCIONARIOS DEL GOBIERNO ORIUNDOS DE LA PROVINCIA INDEPENDENCIA
Lic. Maria de la Cruz Novas Novas, 
directora del distrito educativo 18-04 de Jimaní, (MINERD).
ALCALDES MUNICIPALES DE LA PROVINCIA
Yosandy Méndez Vólquez, 
alcalde de la ciudad de Jimaní.
Juan Matos, director municipal Boca de Cachón y tierra (2024-2028)

## Recursos hídricos
Existen ríos de aguas permanentes en la provincia. La principal fuente fluvial es el río Escondido o Las Damas, que desciende de la sierra de Bahoruco desde Puerto Escondido hasta la ciudad de Duvergé. En La Descubierta y Boca de Cachón hay importantes ríos y balnearios resurgentes de corto recorrido. En el distrito municipal de El Guayabal, específicamente en Los Bolos y El Maniel, existen una gran cantidad de ríos que salen y algunos hacen grandes recorridos y se sumergen en la tierra. Además existe el río Guayabal, que es uno de los que más mantienen su cauce en todas las estaciones del año del país, este desemboca en el lago Enriquillo, además está El Manantial, El Cachón de Jimaní, que cuenta con una hermosa piscina que se puede disfrutar de un buen chapuzón. También hay algunas fuentes de aguas sulfurosas. El lago Enriquillo es compartido con la provincia Bahoruco. También existe la laguna Limón, pero ésta solamente tiene agua en épocas de fuertes precipitaciones.

## Economía
Como en todas las provincias fronterizas, hay poco desarrollo económico en general. Hay un importante tráfico comercial con Haití, especialmente en Jimaní, donde existe el Mercado Binacional con la República de Haití y por donde se exporta más del 60 por ciento de las desde la República Dominicana. Se estima en más de mil millones (1 000 000 000) de dólares anual el valor de las mercancías trasegadas por ese lugar. La producción agropecuaria se limita a cultivos menores tales como plátanos, bananos, diferentes tipos de frutales y crianza caprina y vacuna al libre pastoreo, también se produce tomate de tipo industrial y, en la sierra de Neiba, hay plantaciones importantes de café. En Postrer Río, hay explotaciones familiares de uva.
Otro aspecto importante a destacar es el intercambio de monedas haitianas de tipo gourdes por monedas dominicanas.

## Turismo
El turismo es diverso. Entrando por La Descubierta está el lago Enriquillo y la isla Cabritos, donde se pueden ver los cocodrilos, iguanas, y aves migratorias y endémicas. En toda la provincia hay fuentes acuíferas naturales, ríos, piscinas, montañas, visitas a la frontera domínico-haitiana por Jimaní. En Postrer Río, que está antes de llegar a La Descubierta si se viene por Neiba, se encuentra el balneario Hawái y cabeza de Río. En La Descubierta está el bosque Las Barias, un balneario de aguas muy frías que brota de las mismas entrañas de la tierra y árboles centenarios; es el más visitado de toda la provincia. La Descubierta cuenta con un total de 72 habitaciones de pequeños hoteles. En Boca de Cachón de Jimaní está el balneario de aguas termales y en Duvergé existen las aguas azufradas llamado La Zurza y el río Las Damas. En el municipio de Jimaní existen los Hoteles Jimaní y Taíno Frontera, entre otros.

## Brújula
|                                   | Norte: Elías Piña y Bahoruco |                |
| Oeste: Departamento Oeste (Haití) |                              | Este: Barahona |
|                                   | Sur: Pedernales              |                |